# Kerrin Harrison
Kerrin Charters Harrison (* 27. April 1964 in Palmerston North) ist ein neuseeländischer Badmintonspieler.

## Karriere
Kerrin Harrison nahm 1992 im Herreneinzel und -doppel an Olympia teil. Er verlor dabei jeweils gleich in der ersten Runde und wurde somit 33. im Einzel und 17. im Doppel. Die New Zealand Open gewann er 1993. Bei den French Open 1986 siegte er sowohl im Herrendoppel als auch im Herreneinzel.

## Sportliche Erfolge
| Saison | Veranstaltung         | Disziplin    | Platz | Name                            |
| ------ | --------------------- | ------------ | ----- | ------------------------------- |
| 1986   | French Open           | Herrendoppel | 1     | Kerrin Harrison / Glenn Stewart |
| 1986   | French Open           | Herreneinzel | 1     | Kerrin Harrison                 |
| 1987   | New Zealand Open      | Herreneinzel | 1     | Kerrin Harrison                 |
| 1987   | New Zealand Open      | Herrendoppel | 1     | Kerrin Harrison / Glenn Stewart |
| 1987   | Australia Open        | Herreneinzel | 1     | Kerrin Harrison                 |
| 1987   | Australia Open        | Herrendoppel | 1     | Kerrin Harrison / Glenn Stewart |
| 1988   | New Zealand Open      | Herrendoppel | 1     | Kerrin Harrison / Glenn Stewart |
| 1989   | New Zealand Open      | Herreneinzel | 1     | Kerrin Harrison                 |
| 1989   | New Zealand Open      | Herrendoppel | 1     | Kerrin Harrison / Glenn Stewart |
| 1992   | Olympische Spiele     | Herreneinzel | 33    | Kerrin Harrison                 |
| 1992   | Olympische Spiele     | Herrendoppel | 17    | Dean Galt / Kerrin Harrison     |
| 1993   | New Zealand Open      | Herrendoppel | 1     | Dean Galt / Kerrin Harrison     |
| 1997   | Ozeanienmeisterschaft | Herrendoppel | 2     | Grant Walker / Kerrin Harrison  |